# Ñanco Lauquen Airport
Ñanco Lauquen Airport är en flygplats i Argentina.   Den ligger i provinsen Buenos Aires, i den centrala delen av landet, 400 km väster om huvudstaden Buenos Aires. Ñanco Lauquen Airport ligger 93 meter över havet.
Terrängen runt Ñanco Lauquen Airport är mycket platt. Runt Ñanco Lauquen Airport är det glesbefolkat, med 8 invånare per kvadratkilometer..
Trakten runt Ñanco Lauquen Airport består till största delen av jordbruksmark.